# Third Division (Malta)
La Third Division Maltese (conosciuta anche come BOV Second Division per ragioni di sponsorizzazione) è stata fino alla riforma dei campionati nel 2020 la quarta serie del calcio maltese, dietro la Second Division.

## Formula
Le Squadre si affrontano in gare di andata e ritorno per un totale di 24 giornate. Il 13 gennaio 2011, l'Associazione Calcio di Malta ha deciso di espandere da 12 a 14 il numero di squadre. A partire dalla stagione 2017-2018 il numero delle squadre partecipanti si è tuttavia ridotto alle 12 attuali.
Una nuova e definitiva modifica è stata introdotta dalla federazione nel 2020: si è infatti deciso di accorpare la Third Division con la Second Division (Malta), serie immediatamente superiore, con la creazione di una nuova National Amateur League. L'edizione 2019-2020 è pertanto stata l'ultima della competizione.

## Club 2019–2020
- Attard
- Dingli Swallows
- Għargħur
- Ghaxaq
- Kirkop United
- Marsaskala
- Mdina
- Msida Saint-Joseph
- Mtarfa
- Santa Venera
- Siggiewi
- Ta' Xbiex

## Albo d'oro recente
| Anno      | Campioni         | Secondo posto     |
| --------- | ---------------- | ----------------- |
| 2011-2012 | Pembroke Athleta | Fgura Utd         |
| 2012-2013 | Senglea Athletic | Mdina             |
| 2013-2014 | Sirens           | Swieqi Utd        |
| 2014-2015 | Mġarr            | Kirkop United     |
| 2015-2016 | Marsaxlokk       | Attard            |
| 2016-2017 | Kalkara          | Luqa              |
| 2017-2018 | Santa Venera     | Mellieħa          |
| 2018-2019 | Żurrieq          | Xghajra Tornadoes |
| 2019-2020 | Attard           | Dingli Swallows   |